# Livengood (Alaska)
Livengood ist ein Ort und ein census-designated place (CDP) in der Yukon-Koyukuk Census Area in Alaska in den Vereinigten Staaten. Das U.S. Census Bureau hatte bei der Volkszählung 2020 eine Einwohnerzahl von 16 ermittelt.

## Geographie
Livengood liegt auf einer Höhe von 195 m im Alaska Interior, 85 km nordnordwestlich von Fairbanks nahe der Mündung des West Fork Tolovana River in den Tolovana River. Bei Livengood zweigt der Dalton Highway (Alaska Route 11) vom Elliott Highway (Alaska Route 2) ab.

## Geschichte
Im Jahr 1914 wurde am Livengood Creek Gold entdeckt. Im Winter 1914/15 wurde eine Bergbausiedlung errichtet. Namensgeber des Ortes war Jay Livengood, einer der beiden Goldfinder. Zwischen 1915 und 1957 gab es ein Postamt. Während des Baus der Trans-Alaska-Pipeline wurde in Livengood eine Arbeitersiedlung gebaut. Zwischen 1920 und 1950 hatte Livengood bei Zensus den Status eines „unicorporated village“. Seit dem Jahr 2000 ist Livengood ein CDP. Bis März 2011 wurde in Livengood noch ein Telefonnetz mit 2600 Hertz betrieben. In Livengood gibt es einen Flugplatz (IATA-Code: LIV). Heute gibt es in Livengood nur noch wenige Goldminen sowie einen Stützpunkt der staatlichen Straßenverwaltung, der für die Instandhaltung der Straßen in der Umgebung zuständig ist.

## Demografie
Zum Zeitpunkt der Volkszählung im Jahre 2020 (U.S. Census 2020) hatte Livengood CDP 16 Einwohner auf einer Landfläche von 686,6 km². Von den Einwohnern waren 11 weiß, 2 amerikanisch-indianischer Abstammung sowie ein Asiate.
In den Jahren 1920 und 1940 wurde eine Bevölkerungszahl von 131 bzw. 153 ermittelt. Beim Zensus im Jahr 2000 wurden noch 29 Einwohner gezählt, 2010 waren es 13.